# Messier 71
Messier 71 (M71 ili NGC 6838), je kuglasti skup u zviježđu Strelica. M71 je otkrio Philippe Loys de Chéseaux 1745. ili 1746. godine. Pierre Méchain, suradnik Charlesa Messiera samostalno ga je otkrio 28. lipnja 1780. godine. Charles Messier ga je osobno promatrao u listopadu 1780. i dodao ga u svoj katalog kao 71. objekt. U zvijezde ga je prvi razlučio William Herschel 1783. godine. 

## Svojstva
M71 je poprilično rijedak kuglasti skup. Dugo vremena, do 1970-ih dio astronoma ga je klasificirao kao gusti otvoreni skup, sličan M11-u. Stoga su ga vodeći astronomi svrstavali kao takva u području zvjezdanih skupova, zbog nedostatka guste središnje kompresije, a prema njegovim zvijezdama koje su bile više metala nego što je uobičajeno za starinski kuglasti skup. No, u njemu nije bilo promjenljivih zvijezda vrste RR Lire koji se javljaju u većini kuglastih skupova. 
Godine 1943. izvršena je detaljna fotometrija skupa koja je potvrdila da se radi o kuglastom skupu, a ne otvorenom. Cijeli skup se približava nama brzinom od 23 km/s i sadrži tek 8 promjenjivih zvijezda. Otkrivena je vodoravna grana u Hertzsprung-Russellov dijagramu za M71, što je svojstveno kuglastom skupu.
M71 nalazi se na udaljenosti od 13.000 gs. Središta skupa ima promjer od 5 do 6', dok je promjer skupa na fotografijama oko 7'. Njegov prividan kutni promjer odgovara linearnom promjeru od samo 27 gs, što je poprilično malo za kuglasti skup. Tamniji članovi skupa otkriveni su unutar sfere promjera 24' ili 97 gs. Pripadaju li tamniji članovi skupu još nije potvrđeno.

## Amaterska promatranja
Skup M71 ima prividan sjaj od magnitude + 8,2. Moguće ga je uočiti dalekozorom jer se nalazi u povoljnom položaju za promatranje, posebno u kolovozu kada je u zenitu. Kroz 200 mm-ski teleskop, kuglasti skup se prostire na 4' i može se uočiti 10 sjajnijih zvijezda. Skup se nalazi u središnjem pojasu Kumove slame pa je na manjem povećanju okružen mnogobrojnim zvijezdama.

## Vanjske poveznice
- (engl.) SEDS: NGC 6838
- (engl.) Hartmut Frommert: Revidirani Novi opći katalog
- (engl.) Izvangalaktička baza podataka NASA-e i IPAC-a
- (engl.) Astronomska baza podataka SIMBAD
- (engl.) VizieR
- (engl.) Auke Slotegraaf: NGC 6838 Deep Sky Observer's Companion
- (engl.) Courtney Seligman: Objekti Novog općeg kataloga: NGC 6800 - 6849

Skica M71